# Колумбія (Південна Кароліна)
Колумбія (англ. Columbia) — місто (англ. city) на південному сході США, в округах Ричленд і Лексінгтон адміністративний центр штату Південна Кароліна, порт на річці Конгарі. Населення — 136 632 особи (2020).

## Географія
Колумбія розташована за координатами 34°1′47″ пн. ш. 80°53′48″ зх. д. / 34.02972° пн. ш. 80.89667° зх. д. (34.029783, -80.896566).  За даними Бюро перепису населення США в 2010 році місто мало площу 349,47 км², з яких 342,43 км² — суходіл та 7,03 км² — водойми.

## Демографія
Згідно з переписом 2010 року, у місті мешкали 129 272 особи в 45 666 домогосподарствах у складі 22 638 родин. Густота населення становила 370 осіб/км².  Було 52471 помешкання (150/км²).
Расовий склад населення:
| - 51,7 % — білих - 42,2 % — чорних або афроамериканців - 2,2 % — азіатів - 0,3 % — корінних американців - 0,1 % — вихідців з тихоокеанських островів - 1,5 % — осіб інших рас |

До двох чи більше рас належало 2,0 %. Частка іспаномовних становила 4,3 % від усіх жителів.
За віковим діапазоном населення розподілялося таким чином: 17,0 % — особи молодші 18 років, 74,3 % — особи у віці 18—64 років, 8,7 % — особи у віці 65 років та старші. Медіана віку мешканця становила 28,1 року. На 100 осіб жіночої статі у місті припадало 106,0 чоловіків;  на 100 жінок у віці від 18 років та старших — 106,3 чоловіків також старших 18 років.
Середній дохід на одне домашнє господарство  становив 63 749 доларів США (медіана — 41 260), а середній дохід на одну сім'ю — 83 963 долари (медіана — 55 852). Медіана доходів становила 41 036 доларів для чоловіків та 34 503 долари для жінок. За межею бідності перебувало 24,2 % осіб, у тому числі 33,1 % дітей у віці до 18 років та 12,7 % осіб у віці 65 років та старших.
Цивільне працевлаштоване населення становило 56 459 осіб. Основні галузі зайнятості: освіта, охорона здоров'я та соціальна допомога — 27,2 %, мистецтво, розваги та відпочинок — 14,2 %, роздрібна торгівля — 11,4 %, науковці, спеціалісти, менеджери — 11,1 %.

## Відомі люди
- Стенлі Донен (1924 — 2019) — американський кінорежисер, продюсер і хореограф.